# 家出少女
「家出少女」（いえでしょうじょ）は、中村中の9枚目のシングル。

## 概要
2010年6月2日に発売された。
移籍第一弾のシングルは"ササクレているのに温かい"独特の音楽性を披露している。
4th album『少年少女』には、少し前奏が入っている。
2010年9月22日発売の4th album『少年少女』の先行シングルとして発表された。
少年にも少女にも見えるようにと、以前の長い髪をばっさり切り、ショートカットにした。

## 収録曲
1. 家出少女
ある日、母親に「今日は何時に帰ってこられるの？」と訪ねられた際に「無事に帰ってこられるかわからない」と思ってしまった事がきっかけで作られた作品[1]。
2. 帰れる場所なんて、ない